# LHB VT 2E
Der VT 2E ist ein dieselelektrischer Doppeltriebwagen des Herstellers Linke-Hofmann-Busch (LHB, heute Teil von Alstom Transport Deutschland) für den Nahverkehr. Die Fahrzeuge werden im deutschen Fahrzeugeinstellungsregister als Baureihe 0609.0 bzw. 0133.2 geführt. In Österreich fertigte Simmering-Graz-Pauker (SGP) den VT 70 in Lizenz.

## Entstehung und technische Daten
Zur Erneuerung ihres Fahrzeugparkes ließ die AKN Eisenbahn Mitte der 1970er Jahre von LHB einen neuen Triebwagen entwickeln. Bei der Konstruktion nahm man Anleihen bei dem ebenfalls von LHB gebauten elektrischen U-Bahn-Triebwagen DT2/DT3 der Hamburger Hochbahn (hergestellt ab 1962) bzw. der ersten Baureihe (Serien M1–M3) der Metro Amsterdam (hergestellt ab 1973), die viele ähnliche Teile verwendeten. Außerdem gibt es in der Gestaltung des Fahrzeugäußeren Ähnlichkeiten zur DB-Baureihe 627.0, an deren Herstellung LHB zwei Jahre zuvor ebenfalls beteiligt war. Bei gleichbleibendem Grundaufbau wurde jede Bauserie an die Gegebenheiten des Einsatzgebiets (etwa in Motorisierung oder Einstiegshöhe) angepasst und die jüngeren Serien gegenüber der vorherigen jeweils technisch weiter entwickelt.
Es entstand ein zweiteiliger Triebwagen mit dieselelektrischem Antrieb. Die beiden in Leichtbauweise gefertigten Triebwagenhälften stützen sich auf einem gemeinsamen antriebslosen Jakobs-Drehgestell ab, das mit einer Magnetschienenbremse ausgestattet ist. Hier befindet sich auch bei den in Deutschland eingesetzten Fahrzeugen die Indusi-Spule. Die Enddrehgestelle werden von je zwei Gleichstrommotoren (letzte Serie: Drehstrom-Asynchronmotoren) angetrieben. Bei den ersten beiden Varianten ist in jeder Hälfte ein Dieselmotor mit Drehstromgenerator und nachgeschaltetem Gleichrichter installiert, bei den letzten beiden nur ein Dieselmotor mit etwa doppelter Leistung. Wie die U-Bahn-Vorgänger sind die Fahrzeuge mit einer elektrischen Widerstandsbremse über die Fahrmotoren und einer Federspeicherbremse ausgestattet. Zur Unterstützung kann bei schlechter Witterung gesandet werden. Die anfallende Wärme der elektrischen Bremse wird über Lüfter direkt nach außen abgeleitet oder zum Heizen des Fahrgastraums verwendet, geheizt werden kann ferner mit vom Dieselgenerator erzeugtem Strom. Dabei läuft im Stand der Dieselmotor mit höherer Drehzahl.
Jede Fahrzeughälfte verfügt beidseitig über zwei pneumatisch betätigte außen-laufende Doppelschiebetüren. Damit der Triebfahrzeugführer von seinem Sitz aus die Türen überwachen kann, befindet sich in jeder der vier Fahrzeugecken ein pneumatisch ausklappbarer Rückspiegel. Als Farbe wurden zunächst Gelb- und Orangetöne gewählt, später die jeweiligen Unternehmensfarben. Charakteristisch ist die nicht lackierte gesickte Außenverblechung unterhalb der Seitenfenster ähnlich der der DT2/DT3, die erst bei der letzten Serie nicht mehr verwendet wurde. Als Zugzielanzeige dienten Rollbänder oder tauschbare Schilder über der Frontscheibe, die später durch LED- oder LCD-Anzeigen ersetzt wurden.

## Bauarten

### VTE der AKN
Der VTE der AKN ist das erste Modell. Bei diesem Modell verfügte jede Triebwagenhälfte über einen Dieselmotor und einen Generator. Die Sitzplatzanordnung ist quer 2+2 in vis-a-vis-Abteil-Anordnung. Gebaut wurden die Triebwagen von LHB in Salzgitter.
Die AKN beschaffte 16 Exemplare, sie trugen die Nummern VT 2.31 bis VT 2.46. Zwei Triebwagen, VT 2.31 und VT 2.42, kollidierten am 29. September 1994 auf einem eingleisigen Streckenabschnitt bei Bad Bramstedt. Die betroffenen Hälften wurden ausgemustert, aus den übrigen Hälften wurde ein neuer Zug VT 2.42 gebildet.
Von 1990 bis 1993 wurden die VTE in der eigenen Werkstatt in Kaltenkirchen an der Drehgestellaufhängung und Federung umgebaut, außerdem wurden Fahrkartenautomaten in die Einheiten eingebaut.
Bei einem Umbau wurden die Züge mit LED-Rückleuchten und neueren Zugzielanzeigen ausgestattet, außerdem wurden die Unternehmensfarben der AKN (Weiß/Rot/Blau) für die neue Lackierung der Front übernommen.
Die Ausmusterung dieser ältesten Serie ist mit dem Ersatz durch die ursprünglich ebenfalls von LHB entwickelten LINT 54 von August bis Dezember 2015 durchgeführt worden. Die letzten Fahrten wurden am 13. Dezember 2015 durchgeführt. Die Fahrzeuge wurden Mitte 2015 nach einer Laufleistung von je etwa 3,4 bis 3,8 Millionen Kilometern zum Verkauf ausgeschrieben, wobei Käufern mit Nutzungskonzept ein Ersatzteilvorrat angeboten wurde.

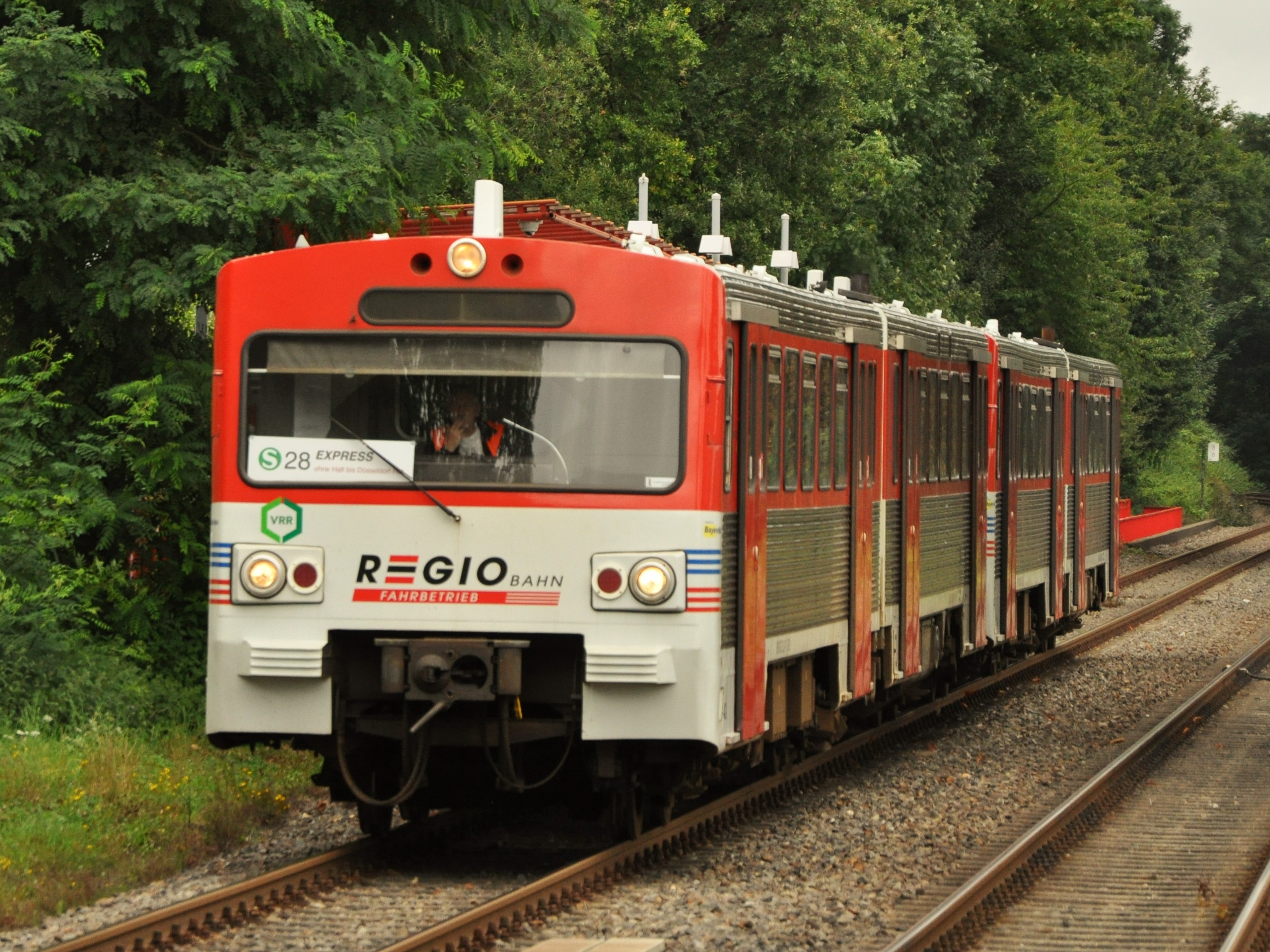
VTE der Bayernbahn mit Beklebung der Regiobahn in Erkrath

Die VT 2.39 und 2.42 befinden sich seit Mitte März 2016 bei der BayernBahn in Nördlingen. Diese Fahrzeuge wurden im Sommer 2017 von der Regiobahn auf der Strecke Düsseldorf – Mettmann als Verstärkung zum Regelzugbetrieb eingesetzt, u. a. während des Starts der Tour de France 2017 und um zusätzliches Fahrgastaufkommen während einer Großbaustelle der Deutschen Bahn in Wuppertal zu bewältigen. Zwei der Altzüge (VT 2.35 & VT 2.37) wurden bei der Ascherslebener Verkehrsgesellschaft in Egeln für Sonderfahrten genutzt. VT 2.38 war im Besitz des Vereins Nebenbahn Staßfurt–Egeln e. V. Auch diese Fahrzeuge befinden sich seit Herbst 2019 im Besitz der BayernBahn.
Die restlichen Fahrzeuge wurden verschrottet.

### VT 70 der Graz-Köflacher Eisenbahn
Die Graz-Köflacher Eisenbahn (GKE) in Österreich beschaffte eine Weiterentwicklung dieses Triebwagens, die in Lizenz bei Simmering-Graz-Pauker (SGP) in Graz gebaut wurde.
Änderungen gab es in der Ausstattung: Eine Triebwagenhälfte verfügt über eine Toilette, die Sitzplätze sind in 2+3-vis-a-vis-Abteilen angeordnet. Auch wurde ein anderer, etwas stärkerer Dieselmotor verwendet, um die im Vergleich zur Region Hamburg größeren Steigungen bewältigen zu können. Dieser wurde zwischenzeitlich zweimal ausgetauscht, zuletzt 2001.
Fünf Einheiten wurden in der ersten Serie 1980/1981 beschafft (VT 70.01 – 05), acht Einheiten 1986 nachbestellt (VT 70.06 – 13).
Die Serien konnten ursprünglich an den Seitenfenstern unterschieden werden (1. Serie Klappfenster, 2. Serie Übersetzfenster), später wurden aber die Fenster getauscht, so dass alle Triebwagen über beide Fenstertypen verfügten. Weiter sind die Sitze unterschiedlich, die Befestigung des Scheibenwischers ist bei der ersten Serie oben, bei der zweiten unten.
Um auch den Anforderungen des Betriebs bei Schnee gerecht zu werden, wurden die Triebwagenhälften an den äußeren Enden durch einen fest mit dem Wagenkasten verbundenen Schneepflug ergänzt.
Im Jahr 2011 wurden die Triebwagen durch neue Stadler GTW ersetzt, einige VT 70 blieben als Reserve im Fuhrpark der GKB. Im Laufe des Jahres 2013 wurden alle Triebwagen der Reihe VT 70 ausgeschieden. Ein geplanter Verkauf der Altfahrzeuge nach Polen kam nicht zustande.

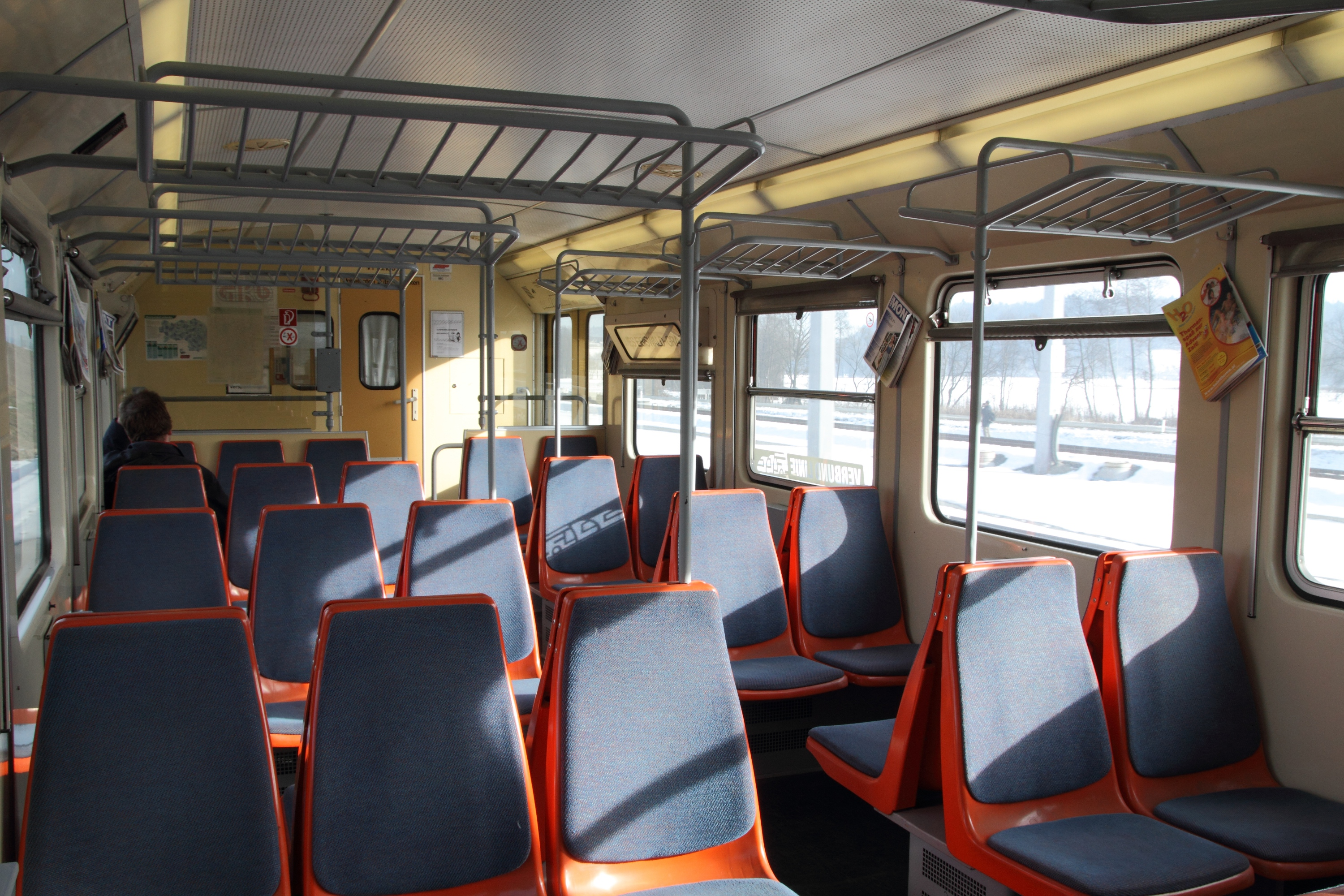
3+2-Bestuhlung im Innenraum eines VT 70
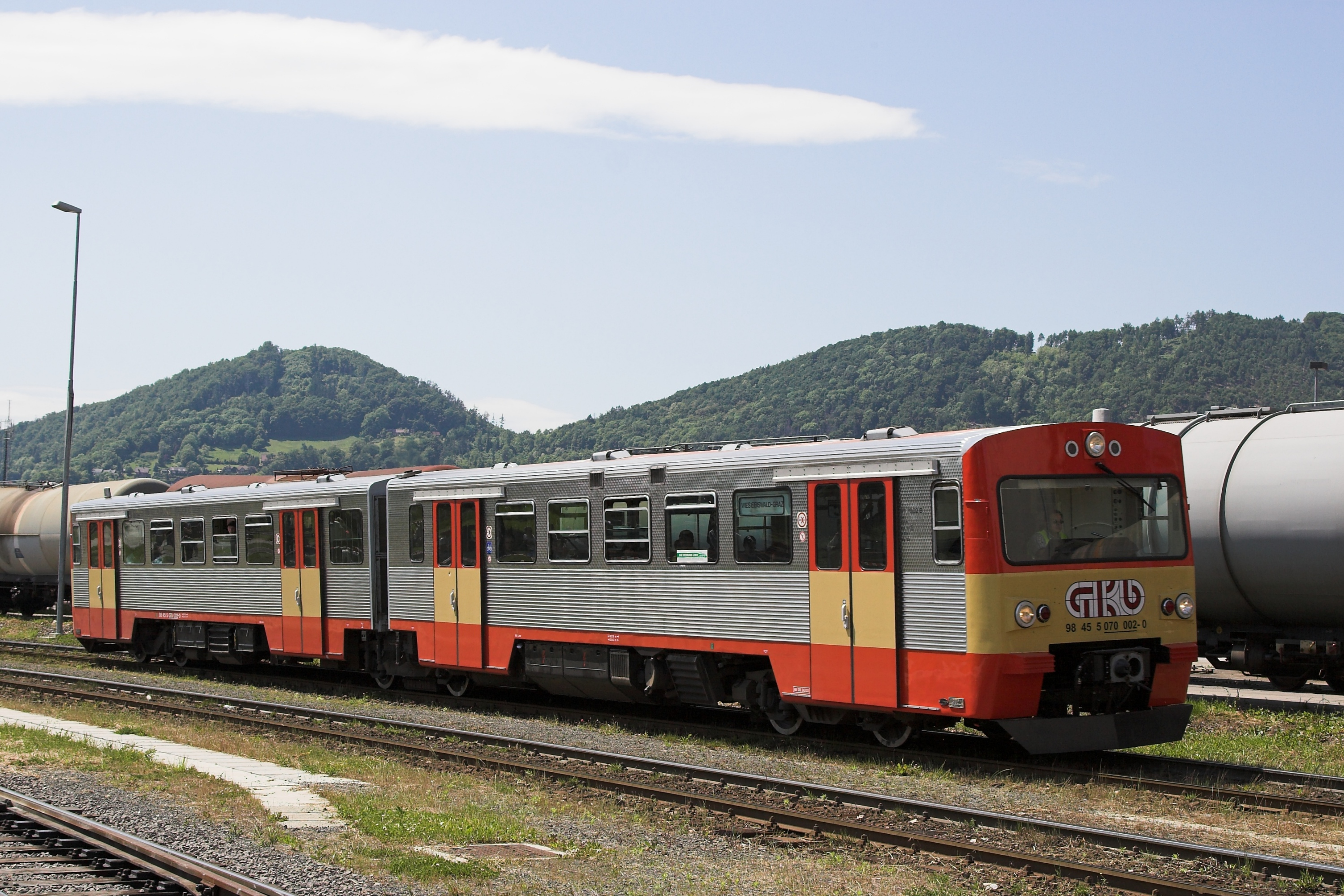
VT70 mit dem neuen GKB-Logo
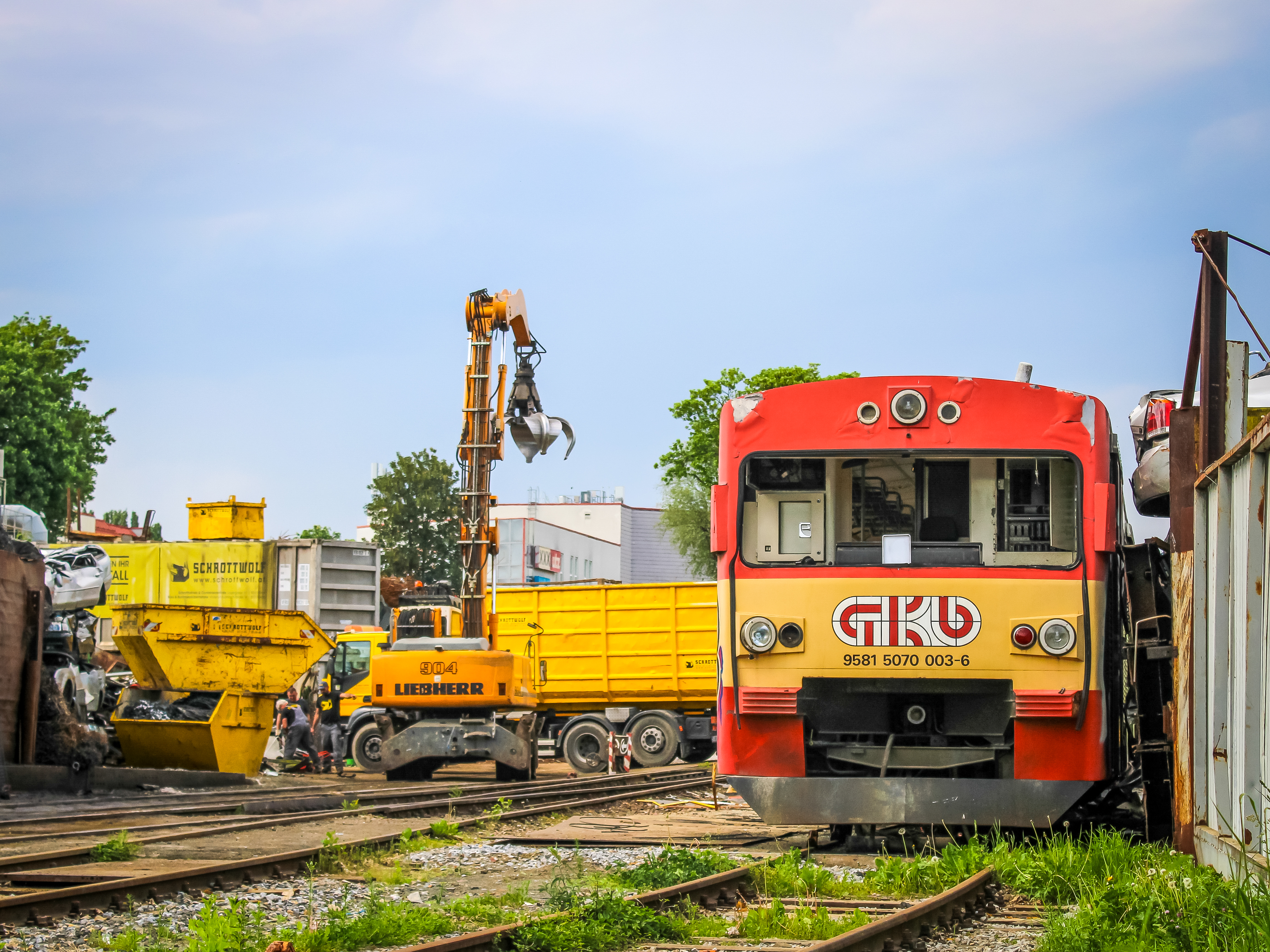
5070 003 kurz vor der Verschrottung in Graz (Mai 2022)

### VT/VS 2E von FKE/VHT

#### Erstbestellung der FKE

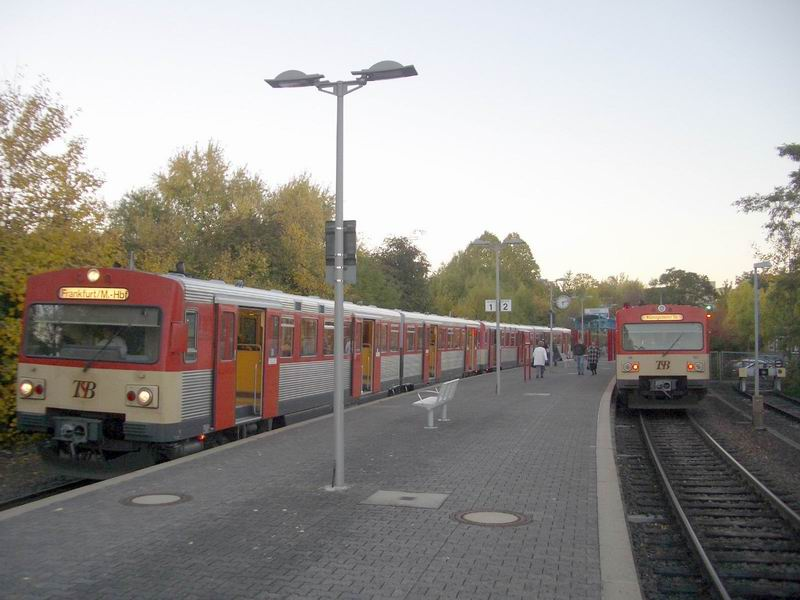
Erste FKE-Serie

Auch die damalige Frankfurt-Königsteiner Eisenbahn (FKE), heute Hessische Landesbahn (HLB), benötigte 1987 neue Triebwagen für die Königsteiner Bahn, um einerseits den vom FVV geforderten 30-Minuten-Takt einhalten zu können und andererseits die älteren Esslinger Triebwagen ohne PZB zu ersetzen. Nach Probefahrten mit verschiedenen Modellen, darunter ein VTE der AKN – der als einziges Modell die geforderte Geschwindigkeit auch auf den neigungsreichen Abschnitten zwischen Kelkheim und Königstein einhalten konnte –, entschied man sich für die Bestellung bei LHB. Die Fahrzeuge wurden als VT/VS 2E aufgenommen. Dabei wird der Triebwagen als VT 2E.x A (oder VT 2E x), der Steuerwagen als VT 2E.x B (oder VS 2E x) bezeichnet.
Gegenüber dem VTE führte LHB einige Veränderungen ein. So wurde der Wagenkasten um zwei Meter verlängert und die Türanordnung geändert, außerdem wurde die Einstiegshöhe an die S-Bahnsteige (96 cm) angepasst. Statt zwei Dieselmotoren wurde nun nur noch ein Unterflurmotor mit etwa doppelter Leistung verbaut. Auf eine Toilette wurde verzichtet. Der bei der GKB-Serie unten an der tieferen Frontschürze befestigte Schienenräumer wurde durch einen etwas zurückgesetzten, am Wagenkasten befestigten ersetzt. Die Fahrzeuge bekamen die Nummern 1–8 und unter der Frontscheibe den Schriftzug FKE, später das kursive Logo. Ähnlich wie die vorhergehenden Serien erhielten die Fahrzeuge neben dem gesickten Außenblech eine rote Lackierung, die Front- und Türenunterseiten waren hellbeige. Die Inneneinrichtung wurde mit gelb/weiß gestreiften Wänden und dunkelroten Sitzbezügen gestaltet. An der Stirnseite erhielten die Triebwagen ein Schild mit dem FVV-Linien-Buchstaben K.

#### Neue Bestellung für die Bahnstrecke Friedrichsdorf–Albshausen

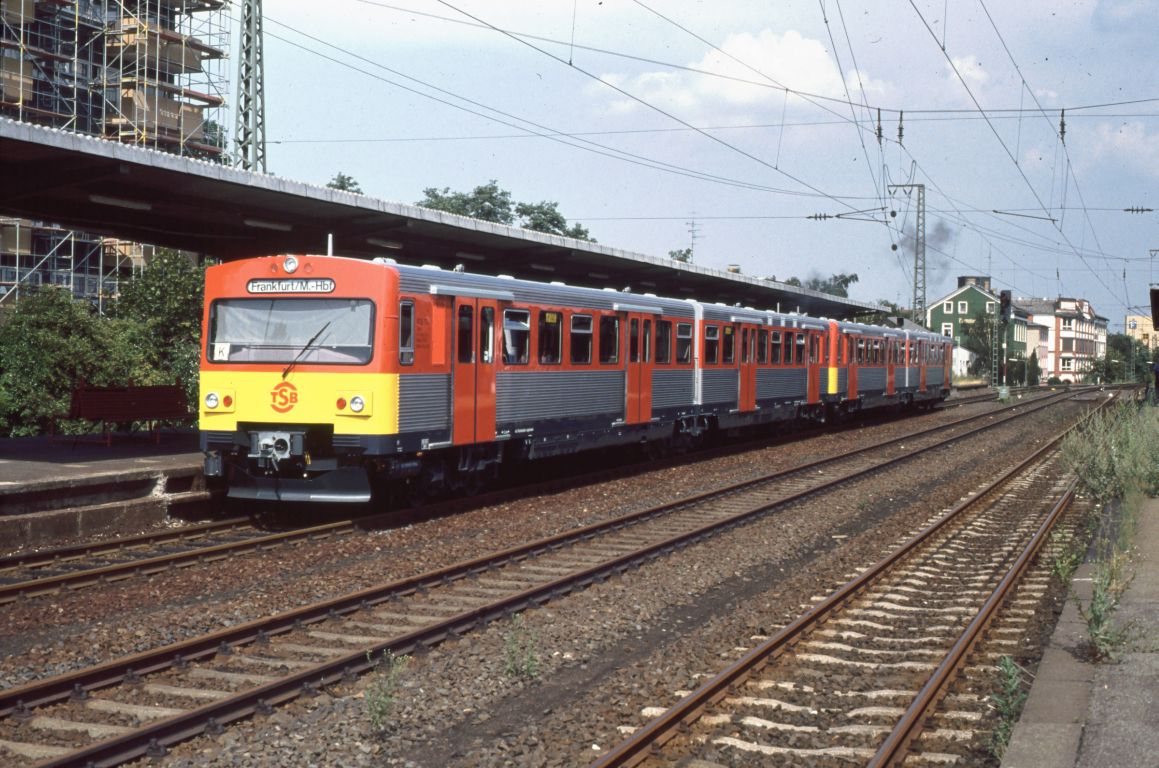
Taunusbahn-Serie, altes Logo

Als dann 1992 der Verkehrsverband Hochtaunus (VHT) die Bahnstrecke Friedrichsdorf–Albshausen modernisierte, griff er auf den auf der Königsteiner Bahn bewährten Typ zurück und beschaffte elf Triebwagen (Nr. 11–21), die mit dem VHT-Logo markiert wurden. Die FKE, die dann die Betriebsführung auf der neuen Verbindung übernahm, schloss sich wegen des gestiegenen Bedarfs mit einem gleichartigen Fahrzeug an die Bestellung an (Nr. 9).
Als Unterschied zu den vorhandenen war die Frontunterseite der neuen Fahrzeuge gelb (Ausnahme: Triebwagen Nr. 9 der FKE noch in hellbeige), die Türen wurden auf gesamter Höhe rot lackiert. An der Front trugen sie das alte Taunusbahn-Logo: Ein roter Kreis mit dem Schriftzug TSB. Die alten Fahrzeuge erhielten ebenfalls das neue Logo, außerdem wurden ihre Türen später ebenfalls komplett rot lackiert. Innen wurden die Wände in dezentem Grau gehalten, für die Sitzbezüge verwendete man bordeaux-/türkis-farbigen Stoff. Technisch wurden nur Kleinigkeiten geändert. Die Tür zum Führerstand etwa wurde statt als Schwenktür nun als Schiebetür ausgeführt und die Fahrgasttür-Technik geringfügig geändert, wodurch unter anderem der Nothahn wegfiel. Anfangs trugen die Fahrzeuge auch noch zur Unterscheidung in der Frontscheibe ein Wechselschild mit den Buchstaben T oder K (für Taunus- oder Königsteiner Bahn).

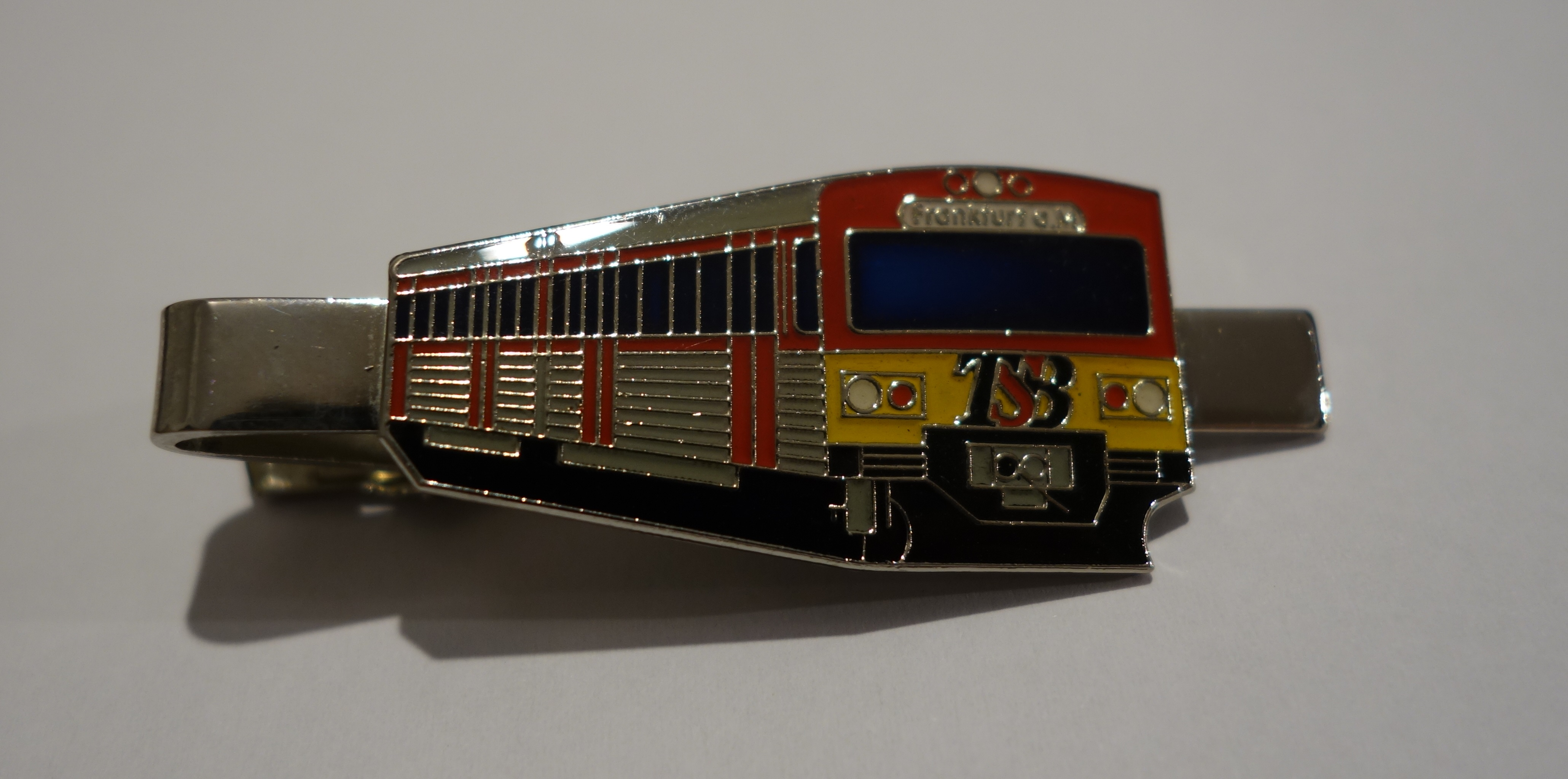
Zum 100-jährigen Bestehen der FKE ließ die HLB Krawattenspangen in Form des VT 2E anfertigen.

Nach wenigen Jahren wurde ein neues Taunusbahn-Logo gestaltet. Es besteht ebenfalls aus dem Schriftzug TSB, die Buchstaben tragen allerdings Serifen und überlappen sich leicht.

#### Redesign

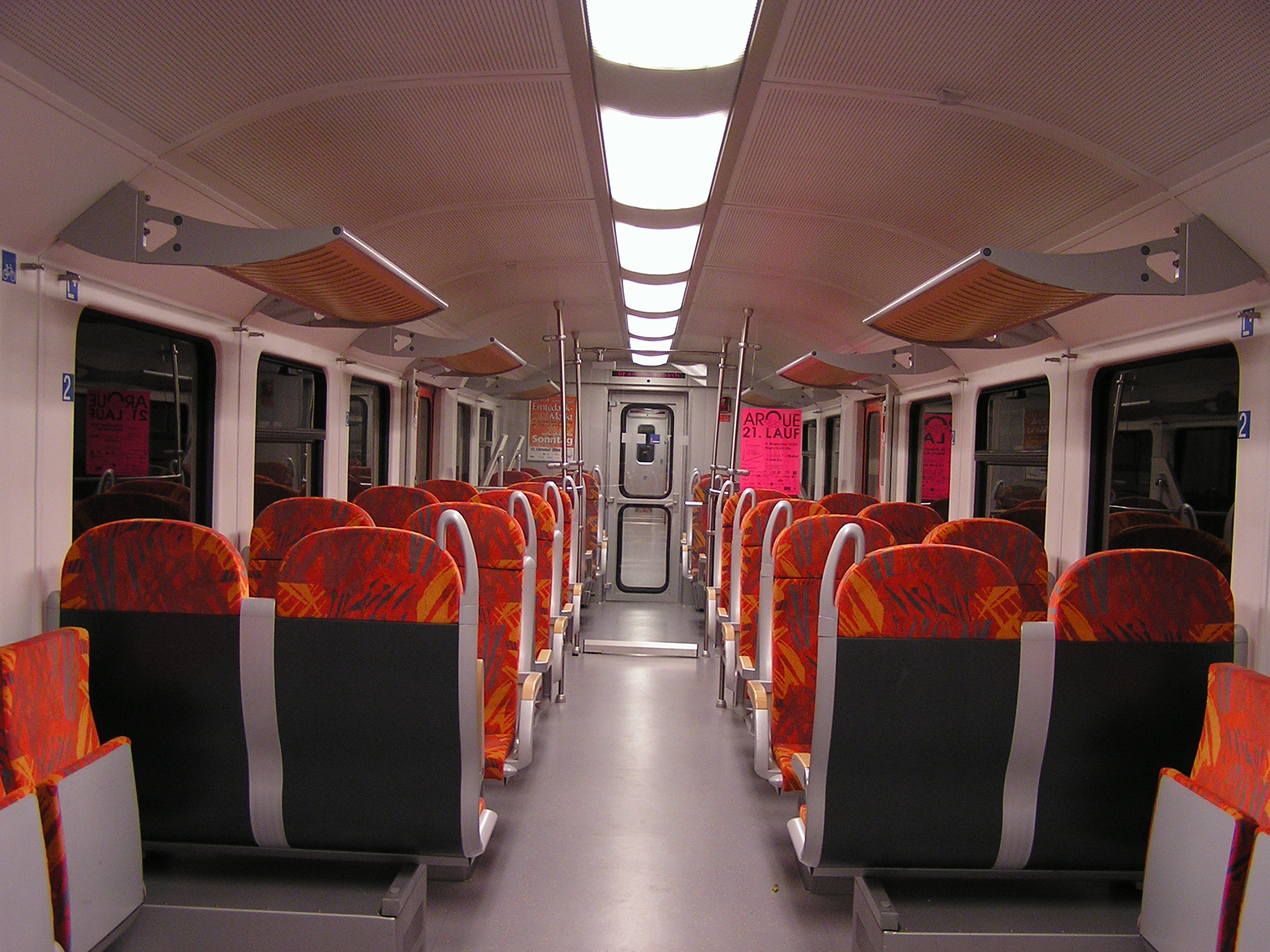
Inneneinrichtung nach Redesign

Alle Fahrzeuge wurden von Mitte 2006 bis 2007 bei Bombardier Transportation in Berlin modernisiert. Die Hauptmerkmale sind eine erneuerte Lüftungs- und Heizungsanlage mit Standheizung, eine Klimaanlage konnte jedoch aus statischen Gründen und zur Sicherstellung der Bremsleistung nicht eingebaut werden. Der Antrieb wurde mit einer besseren Geräuschdämmung ausgestattet. Die Fahrtzielanzeigen wurden mit einer LED-Anzeige ausgerüstet, die durch eine Anzeige im Inneren sowie die GPS-gesteuerte Ansage des nächsten Halts ergänzt wird (FIS). Anfangs wies das neue FIS noch häufig Probleme auf, die mit der Zeit behoben werden konnten.
Auch die Inneneinrichtung wurde einem zeitgemäßen Design angepasst: Neben neuen Sitzen statt der alten Sitzbänke und einem in leichtem Weiß gehaltenen Innenraum wurde auf die Hälfte der Gepäckablagen verzichtet und der Fahrgastraum durch Trennscheiben transparenter gestaltet. Dabei wurden auch Abteile mit 1. Klasse eingerichtet, die mit Klapptischen und Netzanschlüssen für Laptops ausgerüstet sind. Die Fahrkartenautomaten wurden jedoch wegen schlechter Erfahrungen mit Schwarzfahrern, die im letzten Moment noch Fahrscheine bezogen, ausgebaut. Die Farbgebung wurde ebenfalls verändert: Die Front ist nun komplett hellgelb lackiert und wird an den Seiten nach einem schrägen roten Streifen von einer weißen Fläche abgelöst, die Türen blieben hellrot. Damit entsprechen Lackierung und Sitze denen der LINT-41-Triebwagen und dem Design, das die HLB fortan für neue Fahrzeuge verwendete. Ende September 2007 war der gesamte Bestand modernisiert. Alle VT/VS 2E tragen das HLB-Logo an der Seite (die FKE ging im März 2006 in die HLB Basis AG über), die Fahrzeuge mit den Nummern 11–21 zusätzlich das des VHT.
Das Fahrzeug 12 wurde an Silvester 2006 bei einem Unfall mit einem Pkw an der Front leicht beschädigt und im Zuge des Redesigns instand gesetzt.
Im Jahr 2009 wurden die Triebwagen mit Notbremsüberbrückung für den Hasselborner Tunnel nachgerüstet.
Zum Schluss fuhren die Triebwagen im Rhein-Main-Verkehrsverbund (RMV) auf den beiden RMV-Linien 12 und 15 sowie bis 2016 auch auf der Sodener Bahn (RMV-Linie 11).

#### Ausmusterung
Seit 2020 waren die Fahrzeuge Nr. 5, 7 und 8 abgestellt und wurden als Ersatzteilspender genutzt. Im Januar 2022 wurden in Königstein (Nr. 5), in Neu Strelitz (Nr. 7) und Butzbach (Nr. 8) vor Ort verschrottet, wobei Nr. 8 bereits seit 2020 ohne Drehgestelle am Standort Butzbach abgestellt war. Nr. 9, der am Anfang des Jahres 2022 nach frischer Hauptuntersuchung bei einem Sturm mit einem Baum kollidiert war, wurde im März von Usingen nach Kelkheim überführt und abgestellt. Im November wurde er zunächst nach Ungarn überführt.

Am 10. Dezember 2022 endete mit der Betriebsübergabe der RB 12 und RB 15 an die start GmbH der Einsatz der VT 2E in Hessen. Die am letzten Tag eingesetzten Fahrzeuge wurden mit entsprechenden Schildern versehen. Die Fahrzeuge Nr. 11 und 13 wurden vorübergehend ins Bahnbetriebswerk Hanau überführt und sollen analog der VTE in Deutschland bleiben. Auch lokalen Museumsbahnen wurde eine Übernahme angeboten. die Triebwagen 12, 15, 17, 19 und 21 wurden nach Rumänien verkauft und wurden im Juni 2023 überführt.

### VTA der AKN
1993 beschaffte schließlich die AKN noch einmal 18 Triebwagen, die wiederum in der Länge den FKE-Fahrzeugen entsprachen. Auf die gesickte Außenverblechung wurde erstmals verzichtet. Es wurde ein neuer, leistungsstärkerer Motor gewählt, und Antriebssteuerung und Motoren gänzlich auf Drehstrom umgestellt. Die Fahrzeuge bekamen die Nummern VT 2.51 bis VT 2.68.
Die neuen Triebzüge konnten mit den VTE der ersten Serie gekuppelt werden, dabei sorgte eine Sicherheitsschaltung dafür, dass die Höchstgeschwindigkeit von 80 km/h nicht überschritten wurde.
Acht Triebzüge (VT 2.51 – 57 und 2.68) wurden mit Stromabnehmern an Drehgestellen für die seitliche Stromschiene des Hamburger S-Bahn-Systems nachgerüstet. So können sie als Zweikrafttriebwagen auch ohne Dieselmotor auf den S-Bahn-Strecken verkehren.
Die Baureihe wurde später mit modernen Zugzielanzeigen und LED-Rückleuchten ausgestattet.
2024 wurde das Fahrzeug VT2.60 in Neumünster Süd abgestellt.